# ما جین
ما جین (انگلیسی: Ma Jin؛ زادهٔ ۱۹ مهٔ ۱۹۷۵) بدمینتون‌باز سابق اهل چین است.